# Богава
Богава је насеље у Србији у општини Деспотовац у Поморавском округу. Према попису из 2022. било је 345 становника.

## Порекло становништва
Према подацима из 1930. г.
Село се дели на четири мале: Ђушицку, Ковачицку, Лазићску и Бугарску Малу.
У селу су родови:
- Ковачићи (15. к., Св. Ђорђе и Ђурђевдан), староседеоци.
- Ђушићи (20 к., Св. Арханђео), дошли из Старе Богаве и сматрају се као најстарији досељеници.
- Бугарчићи (15 к., Св. Мрата), доселили се око 1780. г. из врањске околине.
- Коруновићи (10 к., Св. Никола), доселили се из врањске околине.
- Петровићи (5 к., Св. Јован), доселили сде из врањске околине.
- Бојковићи (10 к., Св. Ђорђе и Ђурђевдан); доселили се са Косова.
- Лазићи (15 к., Св. Илија), доселили се са Косова о Карађорђеву устанку.

## Демографија
У насељу Богава живи 459 пунолетних становника, а просечна старост становништва износи 43,3 година (42,0 код мушкараца и 44,6 код жена). У насељу има 135 домаћинстава, а просечан број чланова по домаћинству је 4,27.
Ово насеље је великим делом насељено Србима (према попису из 2002. године), а у последња три пописа, примећен је пад у броју становника.
|  |

| Демографија | Демографија | Демографија |
| Година      | Становника  | Становника  |
| ----------- | ----------- | ----------- |
| 1948.       | 794         |             |
| 1953.       | 801         |             |
| 1961.       | 771         |             |
| 1971.       | 785         |             |
| 1981.       | 806         |             |
| 1991.       | 735         | 614         |
| 2002.       | 576         | 724         |

| Етнички састав према попису из 2002.‍ | Етнички састав према попису из 2002.‍ | Етнички састав према попису из 2002.‍ | Етнички састав према попису из 2002.‍ | Етнички састав према попису из 2002.‍ |
| ------------------------------------ | ------------------------------------ | ------------------------------------ | ------------------------------------ | ------------------------------------ |
|                                      |                                      |                                      |                                      |                                      |
| Срби                                 | Срби                                 |                                      | 573                                  | 99,47%                               |
| непознато                            | непознато                            |                                      | 3                                    | 0,52%                                |

| Година пописа     | 1948. | 1953. | 1961. | 1971. | 1981. | 1991. | 2002. |
| ----------------- | ----- | ----- | ----- | ----- | ----- | ----- | ----- |
| Број домаћинстава | 160   | 171   | 186   | 175   | 171   | 156   | 135   |

| Број чланова      | 1  | 2  | 3  | 4  | 5  | 6  | 7  | 8 | 9 | 10 и више | Просек |
| ----------------- | -- | -- | -- | -- | -- | -- | -- | - | - | --------- | ------ |
| Број домаћинстава | 21 | 16 | 17 | 13 | 26 | 21 | 11 | 7 | 1 | 2         | 4,27   |

| Пол    | Укупно | Неожењен/Неудата | Ожењен/Удата | Удовац/Удовица | Разведен/Разведена | Непознато |
| ------ | ------ | ---------------- | ------------ | -------------- | ------------------ | --------- |
| Мушки  | 235    | 26               | 176          | 28             | 3                  | 2         |
| Женски | 234    | 11               | 172          | 46             | 4                  | 1         |
| УКУПНО | 469    | 37               | 348          | 74             | 7                  | 3         |

| Пол    | Укупно                    | Пољопривреда, лов и шумарство | Рибарство                            | Вађење руде и камена | Прерађивачка индустрија       |
| ------ | ------------------------- | ----------------------------- | ------------------------------------ | -------------------- | ----------------------------- |
| Мушки  | 134                       | 114                           | 0                                    | 1                    | 3                             |
| Женски | 61                        | 60                            | 0                                    | 0                    | 0                             |
| УКУПНО | 195                       | 174                           | 0                                    | 1                    | 3                             |
| Пол    | Производња и снабдевање   | Грађевинарство                | Трговина                             | Хотели и ресторани   | Саобраћај, складиштење и везе |
| Мушки  | 0                         | 1                             | 5                                    | 0                    | 3                             |
| Женски | 0                         | 0                             | 0                                    | 0                    | 0                             |
| УКУПНО | 0                         | 1                             | 5                                    | 0                    | 3                             |
| Пол    | Финансијско посредовање   | Некретнине                    | Државна управа и одбрана             | Образовање           | Здравствени и социјални рад   |
| Мушки  | 0                         | 1                             | 1                                    | 3                    | 2                             |
| Женски | 0                         | 0                             | 0                                    | 1                    | 0                             |
| УКУПНО | 0                         | 1                             | 1                                    | 4                    | 2                             |
| Пол    | Остале услужне активности | Приватна домаћинства          | Екстериторијалне организације и тела | Непознато            | Непознато                     |
| Мушки  | 0                         | 0                             | 0                                    | 0                    | 0                             |
| Женски | 0                         | 0                             | 0                                    | 0                    | 0                             |
| УКУПНО | 0                         | 0                             | 0                                    | 0                    | 0                             |